# El Hachimia
Ne doit pas être confondu avec El Hakimia.
El Hachimia est une commune de la wilaya de Bouira en Algérie.